# Ольговка (Бериславский район)
Ольговка (укр. Ольгівка) — село в Тягинской сельской общине Бериславского района Херсонской области Украины.
Почтовый индекс — 74332. Телефонный код — 5546. Код КОАТУУ — 6520685501.

## Население
Население по переписи 2001 года составляло 1266 человек.

### Языковой состав
Родной язык населения по данным переписи 2001 года:
| Язык       | Численность, чел. | Доля     |
| ---------- | ----------------- | -------- |
| Украинский | 1 159             | 91,55 %  |
| Русский    | 101               | 7,98 %   |
| Другое     | 6                 | 0,47 %   |
| Итого      | 1 266             | 100,00 % |

## Местный совет
74332, Херсонская обл., Бериславский р-н, с. Ольговка, ул. Мира, 10а